# Anderaccha
Ne doit pas être confondu avec Anderacha.
Anderaccha (ou Andracha) est une localité du sud-ouest de l'Éthiopie, située dans la zone Keffa de la région Éthiopie du Sud-Ouest. Elle se trouve vers 1 600 mètres d'altitude à une dizaine de kilomètres[à vérifier] au sud de Bonga.
Anderaccha était la capitale du royaume de Kaffa conquis par l'Éthiopie en 1897.
Elle serait proche du confluent du Dinchiya avec la rivière Shoka qui coule vers le sud, celle-ci étant un sous-affluent de l'Omo par la rivière Denchya,.
Comme toute la zone Keffa, Anderaccha a fait partie de la province de Kaffa puis de la région des nations, nationalités et peuples du Sud avant la création de la région Éthiopie du Sud-Ouest en 2021.